# لقمه‌ماهی کم‌خال
لقمه‌ماهی کم‌خال (نام علمی: Urolophus paucimaculatus) نام یک گونه از سرده دم‌تاجی‌ها است.